# Walter Schellenberg (SS-Mitglied)

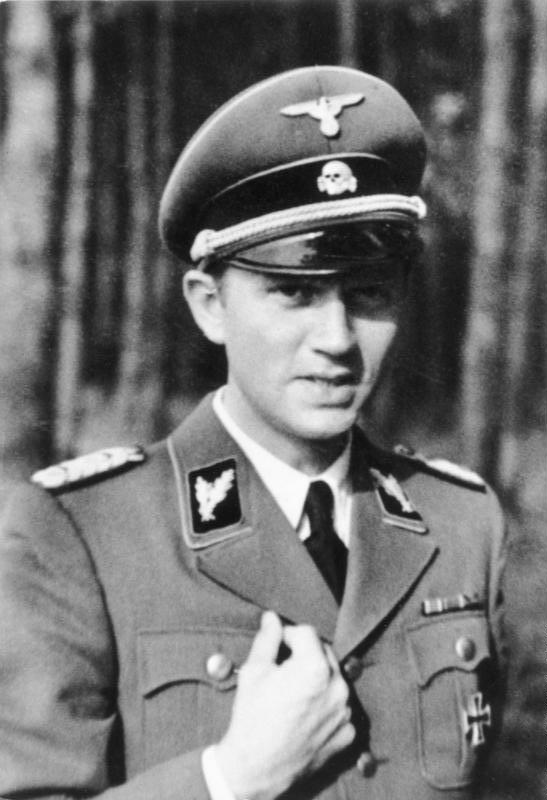
Walter Schellenberg (1943)

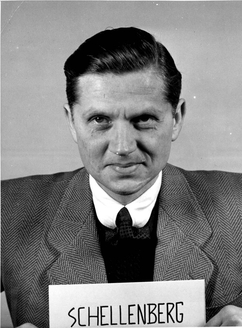
Walter Schellenberg während der Nürnberger Prozesse

Friedrich Walter Schellenberg (* 16. Januar 1910 in Saarbrücken; † 31. März 1952 in Turin, Italien) war ein deutscher SS-Brigadeführer und Generalmajor der Polizei (ernannt am 21. Juni 1944). Schellenberg war ab Mitte 1944 Leiter des Auslandsnachrichtendienstes, Amt VI im Reichssicherheitshauptamt (RSHA) und den Restbeständen der zerschlagenen militärischen Abwehr, die hier zum Teil aufgingen. Er wurde im Wilhelmstraßen-Prozess wegen Kriegsverbrechen zu sechs Jahren Haft verurteilt.

## Leben

### Jugend und Ausbildung
Walter Schellenberg wurde als Sohn des aus Metz stammenden Klavier- und Musikalienhändlers Guido Franz Bernhard Schellenberg und dessen Frau Lydia, geb. Riedel, in Saarbrücken geboren und hatte sechs Geschwister. Seine Familie zog 1918 nach Luxemburg um, nachdem Frankreich das Saargebiet besetzt hatte. Ab 1929 studierte Schellenberg zunächst Medizin an der Universität Marburg, dann Rechtswissenschaften an der Universität Bonn. In Marburg trat er dem Corps Guestphalia (heute Corps Guestphalia et Suevoborussia Marburg) im KSCV bei.

### Zeit des Nationalsozialismus
Im Frühjahr 1933 wurde er Mitglied der NSDAP (Mitgliedsnummer 3.504.508) und SS (SS-Nr. 124.817). Heinrich Himmler war beeindruckt von Schellenberg, der so als jüngster SS-General Himmlers Karriere machen konnte. Er arbeitete im Geheimdienst SD (Sicherheitsdienst) und war im Juli 1940 an der versuchten Entführung des ehemaligen englischen Königs Eduard VIII. aus Portugal (Unternehmen Willi) beteiligt. In Berlin arbeitete Schellenberg direkt mit Reinhard Heydrich zusammen, den er nach dessen Tod als Nachfolger beerben wollte. Nachfolger als Chef des Reichssicherheitshauptamtes des bei einem Anschlag umgekommenen Heydrich wurde jedoch Ernst Kaltenbrunner. Zusammen mit Heydrich arbeitete Schellenberg gegen die Widerstandsgruppe Rote Kapelle. Von Adolf Hitler und Himmler übernahm er – laut Memoiren – einen Mordauftrag gegen Otto Strasser, den er aber nicht ausführte, weil Strasser nicht in Portugal war, wohin Schellenberg geflogen war, weil er ihn dort vermutete. Zudem war er an der Organisation des Einmarsches in die Tschechoslowakei beteiligt.
Im Sommer 1939, unmittelbar vor dem Überfall auf Polen, erwarb Schellenberg im Auftrag Heydrichs namens der SS-Nordhav-Stiftung den Katharinenhof auf Fehmarn, der als SS-Erholungsheim betrieben wurde. Am 9. November 1939 organisierte Schellenberg den Venlo-Zwischenfall und entführte zwei britische MI6-Agenten in der niederländischen Stadt Venlo. Der Venlo-Zwischenfall machte weite Teile des britischen Spionagenetzes in West- und Mitteleuropa nahezu wertlos. Er führte zum Rücktritt des niederländischen Geheimdienstchefs und lieferte Hitler im Mai 1940 einen Vorwand für den Überfall auf die Niederlande.
1940 ließ Schellenberg unter Hinzuziehung des Bereiches Fremde Heere und der Abwehr, ein Handbuch für die geplante deutsche Invasion in England erstellen. Mit nur ganz wenigen Ausnahmen war dieses Operationsgebiet sehr lange und intensiv im Fokus des Auslandsnachrichtendienstes. Ganz anders sah es mit den für den geplanten Überfall auf Norwegen und Dänemark wenige Wochen später benötigten Vorinformationen aus. Dem Handbuch für Großbritannien war eine Sonderfahndungsliste G.B. beigefügt. Diese gehört zu den interessantesten Geheimdienstdokumenten, die 1945 durch die Alliierten nach dem Zweiten Weltkrieg in Deutschland aufgefunden wurden.
Von 1939 bis 1941 war er Leiter der polizeilichen Spionageabwehr der Gruppe IV E des RSHA und fungierte danach bis Kriegsende als Leiter des Auslandsnachrichtendienstes im Amt VI des RSHA. Nachdem Schellenberg Canaris Ende Juli 1944 festgenommen hatte, konnte er auch teilweise dessen militärischen Geheimdienstapparat übernehmen, zerschlagen beziehungsweise darauf Einfluss nehmen.
Schellenberg war auch für den persönlichen Schutz hoher NS-Funktionäre verantwortlich. So organisierte er unter anderem die Sicherheitsvorkehrungen bei Hitlers Besuchen in Wien nach dem Anschluss Österreichs 1938 und in Warschau nach dem Überfall auf Polen 1939. Des Weiteren betreute er ab 1942 das Unternehmen Zeppelin des SS-Obersturmbannführers Heinz Gräfe, der versuchte, gefangene Soldaten der Roten Armee zur Zusammenarbeit mit den Deutschen zu bewegen. In seinen Zuständigkeitsbereich fiel darüber hinaus die Aktion Bernhard, bei der Häftlinge im KZ Sachsenhausen massenhaft britische Pfundnoten zur Schwächung der Wirtschaft Großbritanniens fälschen mussten. Im weiteren Kriegsverlauf soll Schellenberg an der Erpressung von Devisen von jüdischen Gemeinden beteiligt gewesen sein.
Als das Ende des Dritten Reiches absehbar war, trat er im Auftrag Himmlers in Kontakt mit westlichen Institutionen wie Graf Folke Bernadotte vom Schwedischen Roten Kreuz. Er hielt auch Kontakt zu Paul Eduard Meyer vom militärischen Nachrichtendienst der Schweiz.
In den letzten Kriegstagen flüchtete er über die Rattenlinie Nord nach Flensburg.

#### Treffen mit Abram S. Hewitt in Stockholm
Im Dezember 1943 traf Schellenberg auf Vermittlung von Himmlers Masseur Felix Kersten den amerikanischen Geschäftsmann und Agenten des Office of Strategic Services (OSS) Abram S. Hewitt (1902–1987) in Stockholm. Er versprach sich davon, über Hewitt, einen engen Freund von Franklin D. Roosevelt, einen Gesprächskanal zur amerikanischen Regierung zu eröffnen. Am 8. August 1945 beschrieb Schellenberg, Gefangener in Camp 020, Lashmere House, in einem Memorandum Einzelheiten dieses Gesprächs (aus dem Englischen rückübersetzt): 

„Ich traf Hewitt im Wohnraum seines Hotelappartments. Kersten hatte uns vorgestellt, sich dann aber zurückgezogen. Hewitt gab sich in einer sehr freundlichen Art, ein ruhiger, angenehmer Mann, mit dem ich mich gleich gut verstand. Wir waren sogleich darin einverstanden, keine Zeit mit diplomatischen Floskeln zu verlieren, sondern gleich zum Kern der Sache zu kommen. … Mit völliger Offenheit erklärte ich meine Sicht der generellen Situation in Deutschland. Ich erwähnte besonders die stetig wachsenden internen Schwierigkeiten, die sehr kritische Position in Staat, Partei und Wirtschaft, die stetig wachsende Kriegsmüdigkeit der gesamten Bevölkerung mit all ihren Konsequenzen, die weit verbreiteten radikalen Gefühle der Arbeiterklassen (?), das Nachlassen der Leistungen, der fast systematische Niedergang von Widerstandswillen und -kraft der Wehrmacht. Mein Plan war es, Himmler zu überzeugen, sobald wie möglich einen Vorschlag für einen Kompromissfrieden für die Westmächte zu machen, aber ich ließ es absichtlich vage, ob dies mit oder ohne Hitlers Einverständnis sein würde.“

### Nach 1945
Im Juni 1945 wurde er inhaftiert, konnte jedoch durch seine Zeugenaussage beim Nürnberger Kriegsverbrecherprozess eine langjährige Haftstrafe vermeiden. Angeblich hat Schellenberg Informationen über die Sowjetunion an Allen Dulles weitergegeben. Im April 1949 wurde er laut Urteil des Militärgerichtshofs Nr. IV im Wilhelmstraßen-Prozess zu sechs Jahren Haft, ab dem 17. Juni 1945, verurteilt. Nach zwei Jahren, in denen er seine Memoiren (Das Labyrinth) schrieb, wurde er im Dezember 1950 wegen eines Leberleidens vorzeitig aus dem Kriegsverbrechergefängnis Landsberg entlassen. Nach 1950 lebte Schellenberg laut Angaben Klaus Harpprechts von den Tantiemen und Honorarvorschüssen für seine Autobiographie. Zudem soll er auch den britischen Geheimdienst beraten haben. Schellenberg ließ sich nach seiner Haftentlassung in Pallanza am Lago Maggiore nieder und soll noch 1951 in Spanien versucht haben, Kontakt mit anderen ehemaligen SS-Angehörigen aufzunehmen. Er starb am 31. März 1952 42-jährig in Turin an Krebs.

### Privates
Schellenberg heiratete im Mai 1938 Käthe Kortekamp. Die Ehe war durch Wilhelm Albert, Personal- und Organisationschef des SD-Hauptamtes, arrangiert worden, wurde jedoch bald wieder annulliert. Im Oktober 1940 heiratete er seine zweite Ehefrau Irene Grosse-Schönepauk, mit der er fünf Kinder bekam.
Seine in der Haft geschriebenen Memoiren, Aufzeichnungen: die Memoiren des letzten Geheimdienstchefs unter Hitler, wurden als Versuch aufgefasst, sich als möglichst unbelasteter Beschaffer von Informationen für das Dritte Reich zu zeigen. Der Spiegel sah in dem Buch ebenfalls die Absicht Schellenbergs, seine Tätigkeiten im SD nachträglich einer breiten Öffentlichkeit zu präsentieren.

### Legendenbildung
Schellenberg wird seit den 1950er Jahren mit der historisch nicht belegbaren Abhöraktion im Salon Kitty in Verbindung gebracht, einem Berliner Wohnungsbordell, in dem Prominente verkehrten und von der SS ausspioniert worden sein sollen. Auf einem Roman von Peter Norden, der diese Geschichte ausdichtet, basierte der Kinofilm Salon Kitty (1976) von Tinto Brass, in dem die Figur Helmut Wallenberg dem SS-Geheimdienstler Walter Schellenberg nachempfunden ist.
Nach eigenen Angaben soll er 1944 mit Hilfe der französischen Modedesignerin Coco Chanel versucht haben, Winston Churchill einen Separatfrieden der Westalliierten mit Deutschland zu unterbreiten.

## Auszeichnungen (Auswahl)
- Eisernes Kreuz (1939) II und I. Klasse
- Kriegsverdienstkreuz (1939) II. und I. Klasse mit Schwertern
- SS-Ehrenring und SS-Ehrendegen

## Schriften (Auswahl)
In seiner Autobiografie porträtiert er Größen des „Dritten Reiches“ aus nächster Nähe, zum Beispiel Reinhard Heydrich, Heinrich Himmler, Adolf Hitler, Joachim von Ribbentrop, Wilhelm Canaris, Martin Bormann, Ernst Kaltenbrunner, Heinrich Müller und andere.
- The Labyrinth. The Memoirs of Hitler's Secret Service Chief. André Deutsch, London 1956; gekürzt: Hitler's Secret Service. Pyramid, 1958.
- Deutsche Ausgaben:
  - Memoiren. Verlag für Politik und Wirtschaft, Köln 1959.
  - Aufzeichnungen: die Memoiren des letzten Geheimdienstchefs unter Hitler. Limes Verlag, Wiesbaden – München 1979. ISBN 3-8090-2138-5.
  - Aufzeichnungen des letzten Geheimdienstchefs unter Hitler. Verlag Moewig, Rastatt 1981. ISBN 3-8118-4363-X. Kommentiert von Gerald Fleming, Hg. und Einleitung Gita Petersen, Vorwort von Klaus Harpprecht.
- Invasion 1940. St. Ermin's Press, London 2001.